# Wartburg (Tennessee)
Wartburg – miasto w Stanach Zjednoczonych, w stanie Tennessee, siedziba administracyjna hrabstwa Morgan.